# Sebastian Rose
| Rose nach WM Gewinn (2018) |                    |        |        |        |
| Nation | Deutschland        |        |        |        |
| Geburtsdatum | 27. September 1985 |        |        |        |
| Geburtsort | Potsdam            |        |        |        |
| Größe | 185 cm             |        |        |        |
| Gewicht | 75 kg              |        |        |        |
| Aktiv seit | 2011               |        |        |        |
| Schlägerhand | rechts und links   |        |        |        |
| Trainer | Ringo Sobiella     |        |        |        |
| Verein | SV Sachsenwerk     |        |        |        |
| Disziplin | Tambourelli        |        |        |        |
| \| WM Medaillenspiegel 1 \| WM Medaillenspiegel 1 \| WM Medaillenspiegel 1 \| WM Medaillenspiegel 1 \| WM Medaillenspiegel 1 \| \| Herren Einzel \| \| \| \| \| \| ----------------------------------------- \| --------------------- \| --------------------- \| --------------------- \| --------------------- \| \| Sebastian Rose Deutschland \| 2 \| 1 \| 5 \| 8 \| \| Herren Doppel \| \| \| \| \| \| Sebastian Rose Deutschland \| 1 \| 0 \| 1 \| 2 \| \| Mixed Doppel \| \| \| \| \| \| Sebastian Rose Deutschland \| 2 \| 0 \| 2 \| 4 \| \| Deutsche Meisterschaft Medaillenspiegel 1 \| \| \| \| \| \| Herren Einzel \| \| \| \| \| \| Sebastian Rose Deutschland \| 4 \| 0 \| 0 \| 4 \| \| Mixed Doppel \| \| \| \| \| \| Sebastian Rose Deutschland \| 4 \| 0 \| 0 \| 4 \| \| Herren Doppel \| \| \| \| \| \| Sebastian Rose Deutschland \| 4 \| 0 \| 0 \| 4 \| |                    |        |        |        |
| 1 (Stand August 2025) |                    |        |        |        |
| WM Medaillenspiegel 1 |                    |        |        |        |
| Herren Einzel | Gold               | Silber | Bronze | Gesamt |
| Sebastian Rose Deutschland | 2                  | 1      | 5      | 8      |
| Herren Doppel | Gold               | Silber | Bronze | Gesamt |
| Sebastian Rose Deutschland | 1                  | 0      | 1      | 2      |
| Mixed Doppel | Gold               | Silber | Bronze | Gesamt |
| Sebastian Rose Deutschland | 2                  | 0      | 2      | 4      |
| Deutsche Meisterschaft Medaillenspiegel 1 |                    |        |        |        |
| Herren Einzel | Gold               | Silber | Bronze | Gesamt |
| Sebastian Rose Deutschland | 4                  | 0      | 0      | 4      |
| Mixed Doppel | Gold               | Silber | Bronze | Gesamt |
| Sebastian Rose Deutschland | 4                  | 0      | 0      | 4      |
| Herren Doppel | Gold               | Silber | Bronze | Gesamt |
| Sebastian Rose Deutschland | 4                  | 0      | 0      | 4      |

Sebastian Rose (* 27. September 1985 in Potsdam) ist ein deutscher Tambourellispieler, der 2015 als erster Deutscher Weltmeister im Herren-Einzel wurde.

## Karriere
Rose kam erst 2011 mit 26 Jahren zum Tambourelli. Im März 2012 gab Sebastian Rose sein Turnier-Debüt in Paderborn und konnte direkt beim ersten Turnier eine Silbermedaille im Herren-Doppel gewinnen. 2013 folgten dann die ersten Siege bei großen Turnieren in Paderborn, Kleinnaundorf und Dresden. In Paderborn konnte er sich zum ersten Mal in seiner Karriere ein sogenanntes Tripel holen, den Sieg in allen 3 Kategorien bei einem Turnier (Einzel, Doppel und Mixed). Bei der ersten Weltmeisterschaft in Deutschland 2013 in Dresden holte Rose die Bronze-Medaille im Herren-Einzel und Herren-Doppel. Bis 2013 hatte er fünf Goldmedaillen, eine Silbermedaille und zweimal WM-Bronze gewonnen. 
Nach einem Sportunfall und einer schweren Verletzung im Knie drohte Rose im September 2013 das Karriereende. Nach einer langen Pause mit Operation und Physiotherapie kam Rose im Sommer 2014 wieder zurück und startete beim 1. Internationalen Turnier in Schweden. Hier konnte er sich einen guten 4. Platz im Herren-Einzel sichern. Er zeigte damit, dass seine Karriere noch nicht vorbei ist. Nach diesem Turnier in Schweden zeigte Sebastian Rose eine bis dahin noch nie dagewesene Siegesserie und gewann bei 5 aufeinanderfolgenden Turnieren jeweils alle 3 Kategorien. 2014/2015 wurde erstmals im Tambourelli eine Meisterschaftswertung eingeführt. Trotz harter Konkurrenz wurde Rose 2015 in allen 3 Disziplinen (Einzel, Doppel und Mixed) Meister. Diese Saison wurde dann mit dem ersten Sieg bei einer Weltmeisterschaft im Herren-Einzel perfekt abgerundet. Sein Gegner im Finale war kein Geringerer als sein Herren-Doppel-Partner Marco Zink vom SV Sachsenwerk. 2016 holten beide zusammen den Weltmeistertitel im Herren-Doppel nach Deutschland. Rose gewann zusätzlich bei dieser WM im Herren-Einzel die Bronze-Medaille.
2016, 2017 und 2018 folgten dann weitere Meisterschaftssiege. Wie schon 2015 gewann er jeweils den Meistertitel in allen 3 Kategorien. 2017 trat Rose bei der Outdoor-Weltmeisterschaft in Devon (England) an. Hier musste er sich verletzungsbedingt im Halbfinale des Herren-Einzels seinem Doppelpartner Zink geschlagen geben. Im Spiel um Bronze konnte sich Rose aber durchsetzen und knapp siegen. Bei der Weltmeisterschaft 2018, wieder in Schottland, holte sich Sebastian Rose den Titel des Weltmeisters zurück.
Die Weltmeisterschaft 2019 im schwedischen Stehag war für Rose der zweite Versuch, nach 2016 seinen Titel im Herren-Einzel zu verteidigen, jedoch musste er sich hier bereits im Viertelfinale dem späteren Finalisten Tal Appleton-Wickens aus England im dritten Satz geschlagen geben. In der Disziplin Mixed-Doppel hingegen konnte Rose sich mit seinem Partner Hugh Wallis aus England erstmals den Titel erkämpfen. 2020 sowie 2021 wurden die Tambourelli-Weltmeisterschaften aufgrund der Maßnahmen zur Eindämmung des Coronavirus (SARS-CoV-2) abgesagt. Bei der ersten Weltmeisterschaft nach der Corona-Pandemie 2022 (wieder in Stehag) konnte Sebastian Rose sich den dritten Platz im Herren-Einzel sichern. Im Halbfinale zuvor musste er sich dem dänischen Newcomer Isak Lindstedt geschlagen geben.
Bei der Weltmeisterschaft 2024 in London (England), scheitere Rose im Halbfinale wie 2022 in Schweden an Isak Lindstedt. Jedoch konnte er sich im kleinen Finale dann noch mit Bronze belohnen. Bei der Weltmeisterschaft 2025 im schwedischen Eslöv kündigte Sebastian Rose an einen Titel gewinnen zu wollen. Er erreichte sowohl im Einzel als auch im Mixed das Finale. Im Finale des Herren Einzels unterlag er seinem Teamkollegen Alexander Christen und gewann Silber. Im gemischten Doppel konnte Rose sich den Weltmeistertitel zusammen mit Jerome Dietrich holen.
Sebastian Rose tritt seit seinem Debüt 2011 für Tamburello Dresden im SV Sachsenwerk an.

## Auszeichnungen und Nominierungen
Im Jahr 2017 wurde Sebastian Rose zur Auszeichnung „Für besonderes Engagement in der Jugendarbeit“ nominiert.
Für seine sportlichen Erfolge und sein Ehrenamt bekam Rose 2018 die Ehrennadel in Bronze.
Im Januar 2019 erfolgte die Nominierung zu Dresdens Sportler des Jahres 2018, ausgezeichnet wurde jedoch der Kanute Tom Liebscher.
2022 bekam Rose die Ehrennadel in Silber vom SV Sachsenwerk unter anderem für seine ehrenamtliche Tätigkeit im Sportverein überreicht.